# The Munsters (videogioco)
The Munsters è un videogioco con protagonista la famiglia Munster, pubblicato a inizio 1989 per gli home computer Amiga, Amstrad CPC, Atari ST, Commodore 64, MSX e ZX Spectrum da Again Again, un marchio legato ai produttori britannici Alternative Software e Tiger Developments Entertainment. Nel 1993 uscì anche una conversione per MS-DOS.

## Modalità di gioco
Il giocatore controlla uno alla volta i personaggi della famiglia Munster, una parodia dei classici dell'horror, con l'obiettivo finale di salvare la figlia Marilyn rapita.
Inizialmente si controlla la madre Lily, qui una signora dalla pelle grigiastra dotata di poteri magici, che si aggira nel maniero di famiglia con annesso cimitero, ora infestato da mostri e fantasmi ostili. Successivamente, a seconda del livello, si controlleranno Herman (simile al mostro di Frankenstein), il nonno (un vampiro) o il drago domestico.
Il gioco consiste generalmente nell'esplorazione di un labirinto di stanze bidimensionali con visuale fissa di profilo, collegate da passaggi ai lati o da scalinate. Il personaggio controllato cammina in orizzontale, usa le scale, raccoglie oggetti e lancia proiettili magici con traiettoria a parabola. Trovare gli oggetti giusti è necessario per risolvere determinati problemi.
Ovunque si incontrano nemici mostruosi che camminano, fluttuano o fanno la guardia a certi accessi. Si ha una sola vita e una quantità di energia rappresentata da un'ampolla, che si svuota al contatto con i nemici. Si possono trovare ricariche, ma anche mostri che sono letali all'istante a prescindere dall'energia.
I Munster possono combattere sparando i proiettili magici, ma alcuni tipi di nemici sono immuni e per batterli può essere necessario trovare specifici oggetti o aumentare prima i propri poteri. Più avversari si eliminano, più aumenta il potere magico del personaggio, indicato da un'altra ampolla che si riempie.
Soltanto la fase in cui si controlla il drago si distingue dalla struttura fin qui descritta: in questo caso il drago vola e sputa fuoco e deve proteggere l'automobile in cui viaggia la famiglia, e il gioco diventa uno sparatutto a scorrimento orizzontale continuo.